# Kruisridderorde
Een kruisridderorde was een ten tijde van de kruistochten ontstane organisatie van edelen die zich verbonden hadden om gezamenlijk de Moren, de Arabieren in Palestina en de heidenen aan de kusten van de Oostzee te bestrijden. Deze ridders namen "het kruis op" wat inhield dat zij een kruis van stof op hun mantel lieten naaien en zich verbonden om onder het gezag van hun meerderen in de orde ten strijde te trekken.
De kerk heeft tot de kruistochten opgeroepen en de pausen hebben de orden ook een plek in het kerkelijk recht gegeven. De kruisridders werden militaire monniken die als communauteit leefden in kloosters en eigen huizen. Zij wisselden meedogenloze gevechten af met het contemplatieve leven van een celibataire monnik.
Er ontstonden in de 12e eeuw militaire ridderorden die hun veroveringen zelf beheerden, grote bezittingen bezaten en een politieke rol van belang gingen spelen.
Voorbeelden van kruisridderorden
In Pruisen ontstond de "ordestaat" van de Duitse Orde. Deze orde bezat grote gebieden aan de Oostzee en het vorstendom Mergentheim in Midden-Duitsland. In Spanje veroverden de "Militaire orden", De Orde van Calatrava, De Orde van Sant'Iago, de Orde van Alcántara en de Orde van Onze Lieve Vrouwe van Montesa grote gebieden op de Moren. De Orde van de tempeliers was niet alleen in Palestina maar in heel Europa actief en zij bezat honderden commanderijen.
De Kruisridder- of militaire orden op het Iberisch schiereiland
- De Orde van Sint-Jacob van het Zwaard (Spanje)
- De Orde van Sint Jacob van het Zwaard (Portugal)
- De Orde van Alcántara en de daarin opgegane Orde van de Heilige Julianus van Pereiro
- De Orde van Aviz
- De Orde van de Toren en het Zwaard
- De Orde van Calatrava
- De Orde van Onze Lieve Vrouwe van Montesa en de daarin opgegane Orde van Sint-George van Alfama

De orde van Malta
De Orde van Sint Jan werd vanuit het Heilig Land steeds verder naar het westen gedrongen door de oprukkende islam. De ingewikkelde naam van de orde, "Militaire en Souvereine Hospitaalorde van Sint-Jan van Jeruzalem, Rhodos en Malta", getuigt van deze ontwikkeling. Rond 1800 bezat de orde de eilanden Malta en Gozo en gebieden in Duitsland. Tijdens de Franse Revolutie ging het grondgebied verloren maar de orde bestaat nog steeds en is een soevereine staat met ambassades en paspoorten die door veel landen erkend wordt.
Het einde van de macht van de orden
Toen de tijd van de kruistochten voorbij was, gingen de orden ook ketters binnen het christelijke Europa bestrijden, nog later werden zij nutteloze instellingen. De ridders beheerden hun landgoederen maar zij hadden geen maatschappelijk of militair nut meer. De regeringen hebben dan ook een einde aan hun onafhankelijke rol gemaakt en de kruisridderorden stap voor stap onder hun eigen gezag gebracht. Het Vaticaan heeft daaraan meegewerkt.
De orden bestaan nu in een andere vorm verder, ze zijn charitatieve organisaties of verenigingen van katholieke edelen. De Orde van Malta bleef invloedrijk en ontvouwt in de hele wereld activiteiten. Alleen de Orde van de Zwaardbroeders, de Orde van Sint-Lazarus en de tempeliers zijn verdwenen, al beweren moderne gezelschappen, zogenaamde pseudo-orden, dat zij de traditie niet alleen voortzetten maar ook werkelijk van deze orden afstammen.